# Modibo Sidibé
Modibo Sidibé (Bamako, 7 de noviembre de 1952) es un político de Malí. Fue primer ministro del país desde septiembre de 2007 hasta abril de 2011.

## Trayectoria
Trabajó en el Ministerio de Defensa desde 1986 a 1991. Bajo el gobierno transitorio de  Amadou Toumani Touré tras el golpe de Estado de 1991, Sidibé ocupó diversos ministerios. En la presidencia de Alpha Oumar Konaré siguió en el gobierno, ocupando ministerios como el de Asuntos Exteriores. Tras la elección de Touré como presidente fue nombrado Secretario General de la Presidencia el 9 de junio de 2002. Permaneció en ese cargo hasta su nombramiento como primer ministro el 28 de septiembre de 2007 después de la dimisión de Ousmane Issoufi Maïga. Nombró a su gobierno el 3 de octubre.